# فینال ای‌اف‌سی کاپ ۲۰۱۹
فینال ای‌اف‌سی کاپ ۲۰۱۹ مسابقه فینال شانزدهمین دوره ای‌اف‌سی کاپ بود که در ۲ نوامبر ۲۰۱۹ برگزار شد و العهد لبنان به مقام قهرمانی دست یافت.

## مسابقه
| ۲۵ آوریل | ۱–۰   | العهد        |
| -------- | ----- | ------------ |
|          | گزارش | - یاکوبو ۷۴' |